# Opéra de Donetsk
 (mars 2014).
Si vous disposez d'ouvrages ou d'articles de référence ou si vous connaissez des sites web de qualité traitant du thème abordé ici, merci de compléter l'article en donnant les références utiles à sa vérifiabilité et en les liant à la section « Notes et références ».
L'opéra de Donetsk, ou de son nom officiel théâtre académique national de Donetsk d'opéra et de ballet du nom d'A. B. Solovianenko, se trouve à Donetsk en Ukraine, depuis 1941. Il a reçu le titre d'académique en 1977. Donetsk se trouve de facto depuis 2014, dans les limites de la république populaire de Donetsk.

## Historique
L'opéra de Donetsk prend son origine en septembre 1932 lorsque la saison d'opéra s'ouvre à l'opéra de Lougansk avec une représentation du Prince Igor. La construction de l'opéra de Donetsk commence en 1936 lorsqu'un plan d'aménagement et de reconstruction totale de la ville de Stalino (aujourd'hui Donetsk) est amorcé. L'opéra avec son portique en façade de style florentin est l'œuvre de l'architecte Ludwig Kotovski. Les premières représentations du théâtre musical russe de Donetsk (tel qu'officiellement était appelé à l'époque l'ensemble musical) débutent en novembre 1940 dans un autre bâtiment. Les premières représentations à l'opéra de Donetsk débutent le 12 avril 1941 dans le nouvel édifice. La saison démarre avec l'opéra de Glinka Ivan Soussanine. Le premier ballet est présenté au public le 7 août suivant avec Laurencia d'Alexandre Krein. La Grande Guerre patriotique qui a démarré avec l'opération Barbarossa de la Wehrmacht commence par des défaites de l'URSS dont l'armée doit reculer. Une partie de la troupe de l'opéra est évacuée au Kirghizistan, au village de Sazanovka. Toute la troupe est évacuée en juin 1942 à Prjevalsk, toujours au Kirghizistan. Elle donne des concerts pour les blessés des hôpitaux et dans les casernes.
La troupe retourne à Stalino en janvier 1944 après le départ des Allemands. On y donne en septembre Le Prince Igor de Borodine pour fêter la première année de la libération du Donbass.
Le théâtre d'opéra et de ballet reçoit le titre d'académique en 1977 et le nom de Solovianenko en 1999 en l'honneur d'un fameux chanteur soviétique et ukrainien, Alexandre Solovianenko (1932-1999), artiste du Peuple d'URSS, qui s'y produisit et dont la statue se trouve du côté nord de la place du Théâtre sur laquelle donne l'opéra. Il reçoit le statut de national en 2009, selon un décret du président Viktor Iouchtchenko. Il est restauré de fond en comble en 2013.
Le théâtre d'opéra et de ballet de Donetsk est dirigé par Evgueni Denissenko qui a succédé à Vassili Riabensky et son directeur artistique est Vadim Pissarev. Le maître de ballet est Evguenia Khassianova et le chef d'orchestre principal, Iouri Paramonenko (succédant à Vassili Vassilenko).

## Illustrations

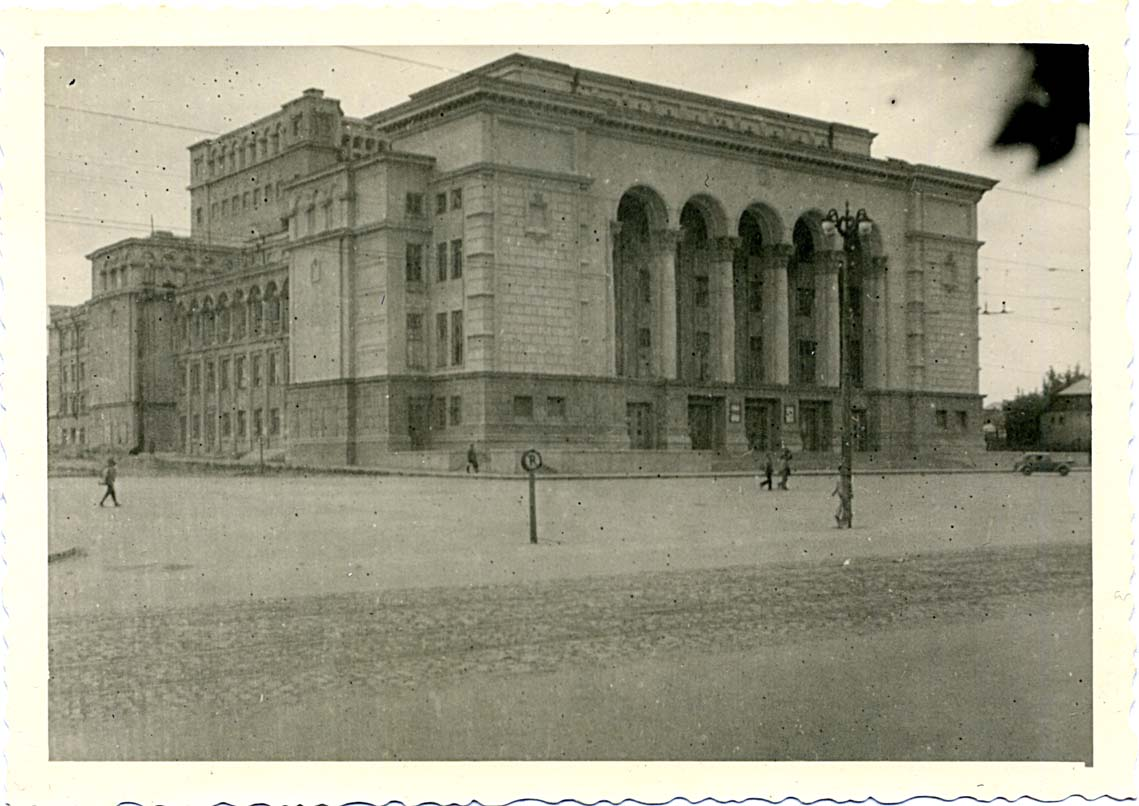
Façade de l'opéra sous l'occupation allemande (1941-1943)
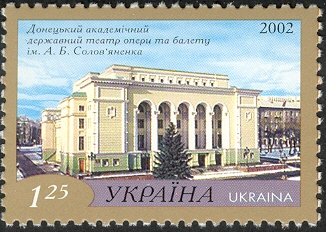
sur un timbre en 2002
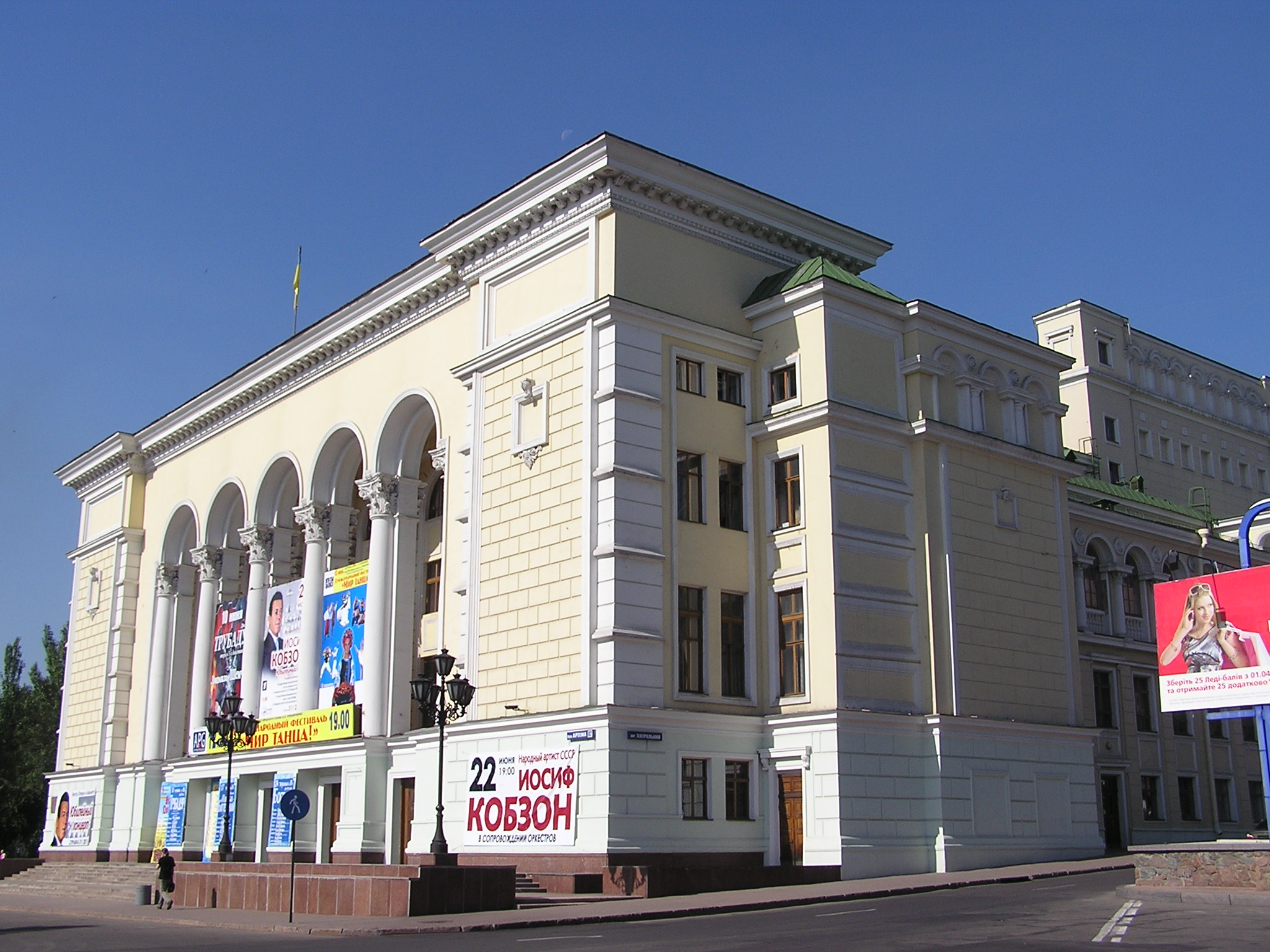
Vue de l'opéra en 2008
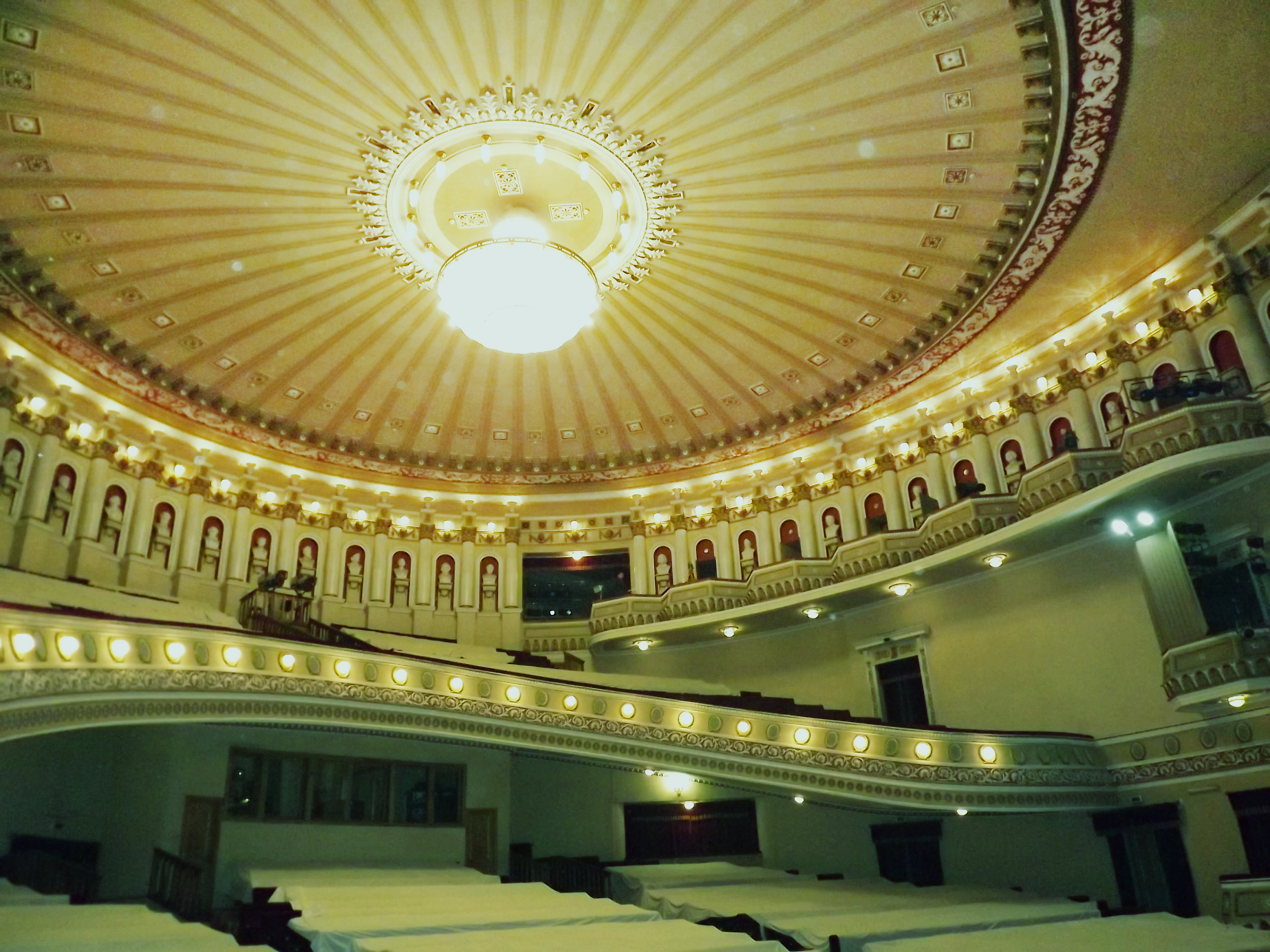
salle et statues
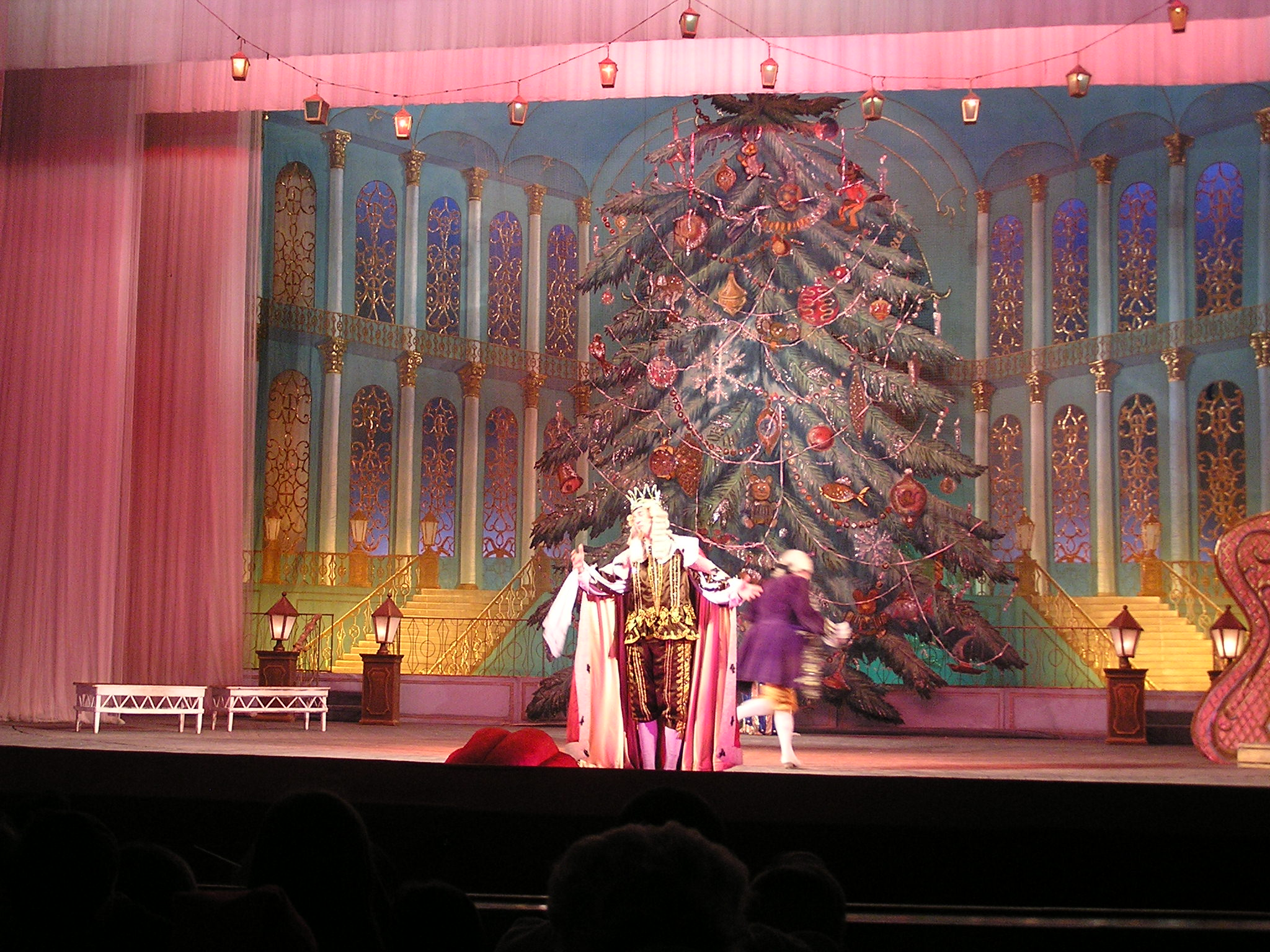
Représentation de Cendrillon en janvier 2008